# 岐阜信用金庫

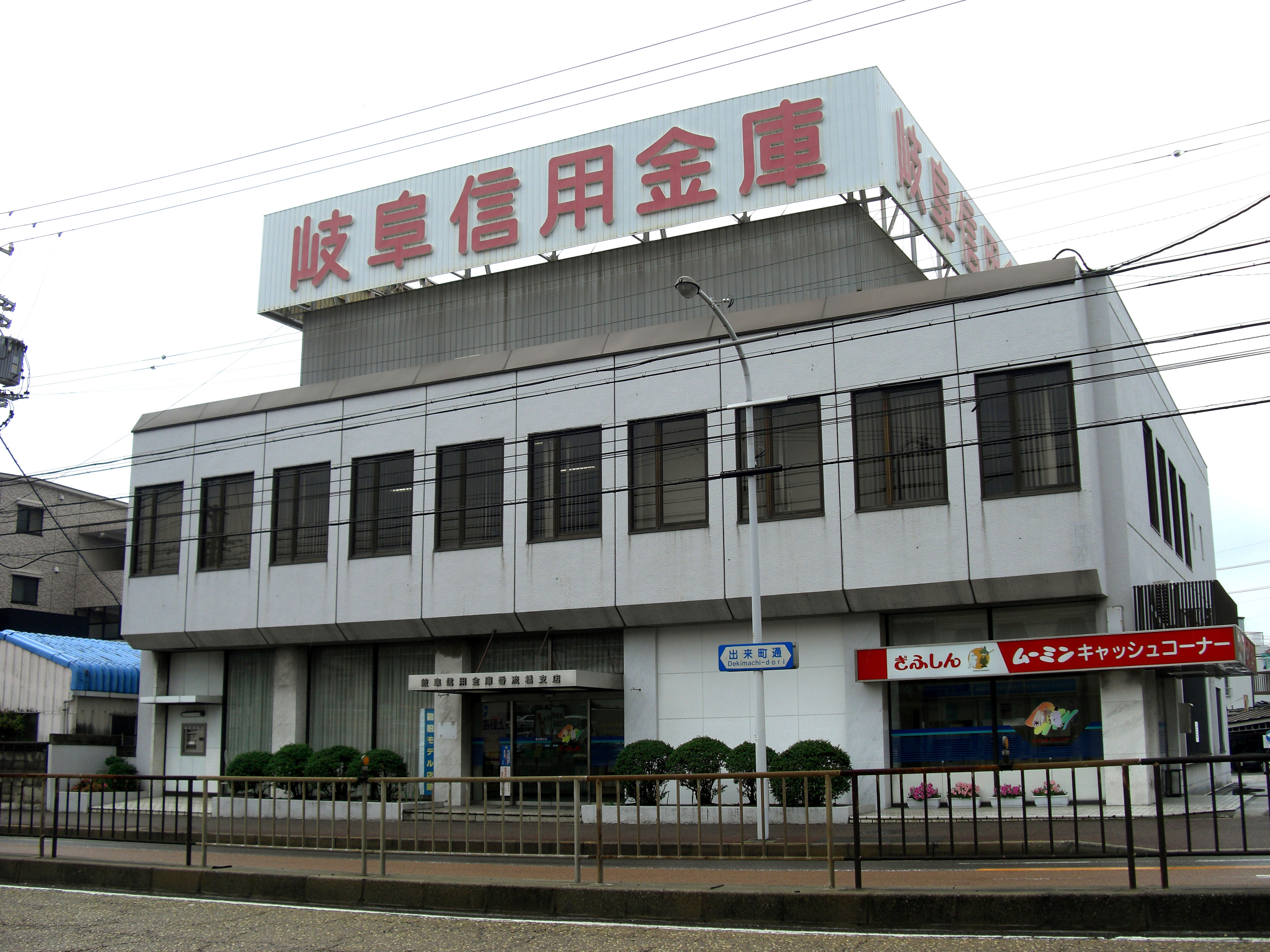
岐阜信用金庫 香流橋支店

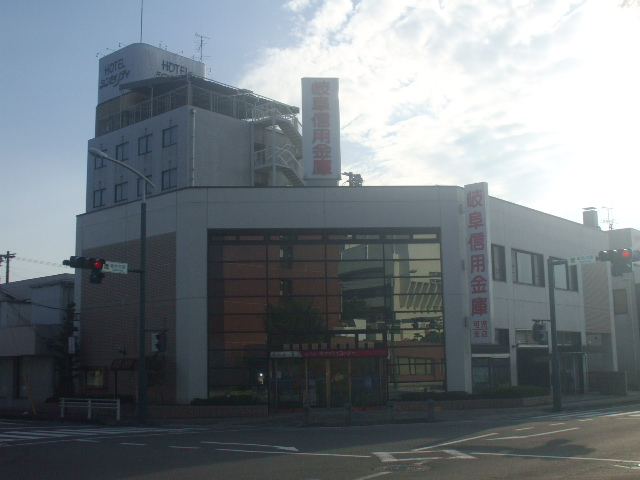
岐阜信用金庫 可児支店

岐阜信用金庫（ぎふしんようきんこ、英語: Gifu Shinkin Bank）は、岐阜県岐阜市に本店を置く大手信用金庫。愛称「ぎふしん」または「ぎしん」。

## 概要
全国でも最大規模の信用金庫である。中部地方においては岡崎信用金庫、浜松いわた信用金庫に次ぐ規模を有する。
ATMでは、東濃信用金庫・大垣西濃信用金庫・高山信用金庫・関信用金庫・八幡信用金庫を含む全国の信用金庫（しんきんATMゼロネットサービス）のキャッシュカードによる入出金と十六銀行のキャッシュカードによる出金の利用手数料は自信金扱いとなる。
イメージキャラクターは、ムーミンである。

## 沿革
- 1924年（大正13年）3月 - 有限責任岐阜信用組合が設立される[1]。
- 1924年（大正13年）4月 - 有限責任信用組合岐阜庶民銀行が設立される[2]。
- 1940年（昭和15年）9月 - 岐阜信用組合と岐阜庶民銀行が対等合併し、有限責任岐阜信用組合が発足する[2]。
- 1951年（昭和26年）10月 - 信用金庫法の施行により岐阜信用金庫に改組される[1]。
- 1971年（昭和46年）6月 - 恵那信用金庫と合併する[1]。
- 1986年（昭和61年）4月 - 財団法人ぎふしん記念財団を設立する[1]。
- 2002年（平成14年）3月 - 中津川信用組合の事業を譲受する[1]。
- 2015年（平成27年）12月 - バンコク駐在員事務所開設。
- 2022年（令和4年）3月22日 - この日から磁気の影響を受けにくい新しい通帳（Hi-Co通帳）を取扱開始した(Hi-Co通帳に対応していない信用金庫ATMではHi-Co通帳は使えない。)[3]。

## 営業エリア
- 岐阜県

岐阜市・各務原市・羽島市・瑞穂市・本巣市・山県市・大垣市・海津市・関市・美濃市・美濃加茂市・可児市・中津川市・恵那市・多治見市・土岐市・瑞浪市・郡上市ならびに下呂市、羽島郡・本巣郡・安八郡・不破郡・養老郡・揖斐郡・加茂郡ならびに可児郡
- 愛知県

名古屋市・一宮市・江南市・稲沢市・清須市・北名古屋市・岩倉市・犬山市・春日井市・津島市・愛西市・弥富市・あま市・小牧市・尾張旭市・瀬戸市・日進市・長久手市ならびに豊明市、西春日井郡・丹羽郡・海部郡ならびに愛知郡
- 長野県

木曽郡のうち、南木曽町・大桑村の区域

## 関連子会社
- ぎふしんメール[5]
- ぎふしん総合サービス[5]
- ぎふしん総合ファイナンス[5]
- しんきん総合リース[5]
- ぎふしん信用保証[5]
- ぎふしんコンピュータサービス
- 公益財団法人ぎふしん記念財団